# Sonata para violonchelo n.º 5 (Beethoven)

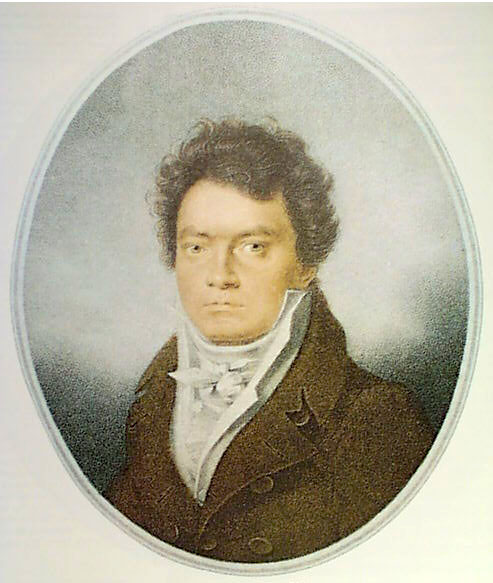
Beethoven en 1814.

La sonata para violonchelo y piano n.º 5 en re mayor, Op. 102 n.º 2 es una pieza camerística compuesta por Ludwig van Beethoven en 1815. La partitura está dedicada a la condesa Anna Maria Erdödy.

## Historia

### Composición
Las dos sonatas para violonchelo y piano que conforman el Opus 102 son las Sonatas n.º 1 y n.º 2. La composición de ambas se desarrolló entre mayo y diciembre de 1815.
A lo largo de su carrera Beethoven compuso un total de cinco sonatas para violonchelo y piano (Op. 5 n.º 1 y n.º 2; Op. 69; Op. 102 n.º 1 y n.º 2), así como tres series de variaciones para los mismos dos instrumentos (Op. 66, WoO 45 y WoO 46). El proceso de composición de las piezas de este género presenta amplias lagunas temporales. Sus dos sonatas tempranas Op. 5 fueron escritas  en 1796, con 25 años, mientras Beethoven se encontraba en Berlín y eran piezas de concierto muy virtuosísticas en las que destacaba el pianista, mientras que la parte para violonchelo tenía menor peso. No se embarcó en otro proyecto de este tipo hasta 1807, cuando compuso el Op. 69. Ocho años más tarde volvió a este lenguaje para escribir el par de sonatas Op. 102, que marcan el inicio de su "tercer periodo" por la complejidad de su composición y por su carácter visionario. Estos rasgos son compartidos con la Sonata para piano Op. 101, que fue completada con posterioridad. Entre 1812 y 1817 Beethoven, enfermo y agobiado por todo tipo de dificultades, vivió un periodo de silencio literal y figurado, ya que su sordera se hizo abrumadoramente profunda y su productividad disminuyó.
En la escritura de las sonatas para violonchelo y piano Beethoven carecía de precedentes o modelos en las creaciones de Haydn o Mozart. Hacía poco que el instrumento había empezado a liberarse de su tradicional papel como bajo continuo. Por otra parte, Beethoven fue el primero en anotar completas las partes para teclado de obras a gran escala para violonchelo y teclado. Las sonatas del Opus 102 se desarrollaron durante el periodo en que el maestro alemén se apartó de la sociedad, lo que quizá explique la intimidad de estas creaciones. Su distanciamiento autoimpuesto de sus conciudadanos vieneses se debió en gran medida al creciente deterioro de su audición (los Libros de conversación datan de 1818 en adelante).

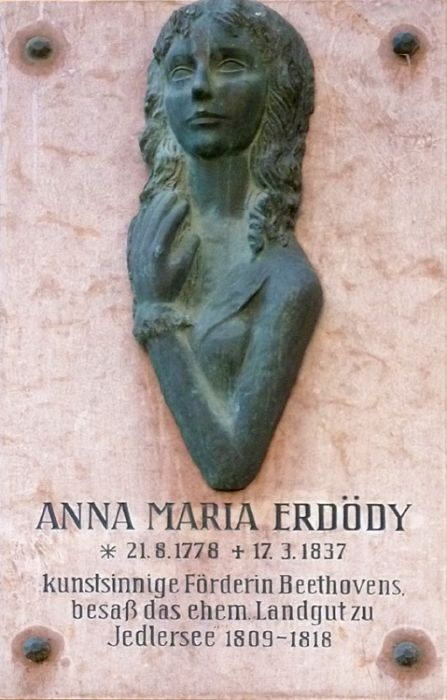
Anna Maria Erdödy, dedicataria del Op. 102, en una placa conmemorativa en Jedlersee.

### Publicación
La primera edición de ambas obras fue llevada a cabo por el editor Nikolaus Simrock en 1816 en Bonn. El copista de Beethoven, Wenzel Rampl, había elaborado la primera copia a finales de 1815 pero el compositor la modificó. En febrero de 1816 una copia "buena" fue entregada a Charles Neate para su publicación en Londres, aunque finalmente no se materializó. Beethoven realizó entonces otras pequeñas alteraciones antes de su eventual publicación. En Beethoven-Haus se conservan copias corregidas de dos modelos del grabador para la edición original del Op. 102. En ambos ejemplares se pueden observar con claridad los preparativos para la impresión: cruces y anotaciones con las que el grabador determina la disposición de las páginas para la edición impresa.
La dedicatoria de las piezas es para la condesa Anna Maria Erdödy, si bien tal dedicatoria solamente figura en una edición vienesa posterior. La condesa era amiga del compositor desde 1803. De hecho, Beethoven vivió con ella y su marido, el conde Peter Erdödy, durante un tiempo en 1808. Tras abandonar Viena en 1815 la aristócreta siguió manteniendo correspondencia con Beethoven, y recibió también la dedicatoria de los Tríos para piano Op. 70. Durante el último año de residencia de los Erdödy en Viena, pasaron el verano en Jedlersee con el compositor. Como el palacio del conde Andréi Razumovski había sufrido un incendio a principios de año, su violonchelista residente, Joseph Linke, también pasó el verano en Jedlersee con la familia Erdödy. El estrecho contacto de Beethoven con el violonchelista sirvió de inspiración para la composición de las sonatas Op. 102.

## Estructura y análisis
La sonata consta de tres movimientos:
- I. Allegro con brio, en re mayor 4
4
- II. Adagio con molto sentimiento d'affetto, en re menor 2
4
- III. Allegro fugato, en re mayor 3
4

La interpretación de esta obra dura aproximadamente 18 minutos. Se trata de la última obra escrita por el compositor para instrumento solista y piano. A excepción de las Suites para violonchelo solo de Johann Sebastian Bach, esta sonata está considerada como la obra mayor para violonchelo más exigente técnica y espiritualmente anterior al siglo XX. La construcción general de cada una de las sonatas revela la continua búsqueda de Beethoven por crear una "sonata total" fluida que sea algo más que la suma de sus movimientos. De hecho, en su partitura autógrafa Beethoven se refiere al Op. 102 n.º 1 como "Freie Sonate" o "sonata libre". La sonata Op. 102 n.º 2 es más accesible y tiene una estructura más convencional, pero la fuga final prefigura los finales fugados de la Sonata Hammerklavier y los últimos cuartetos de cuerda.

### I.Allegro con brio
El primer movimiento, Allegro con brio, está escrito en la tonalidad de re mayor, en compás de 4/4 y sigue la forma sonata. Se abre sin una introducción lenta y presenta una estructura diminuta en forma sonata con una sección de desarrollo armónicamente arriesgada y una recapitulación modificada.

### II.Adagio con molto sentimiento d'affetto
El segundo movimiento, Adagio con molto sentimiento d'affetto, está escrito en re menor, en compás de 2/4 y sigue la forma sonata. A diferencia de todas las demás sonatas para violonchelo de Beethoven, esta contiene un movimiento lento completo. Sin embargo, está unido al Finale a través de un recurso armónico: el acorde final del Adagio es un acorde de séptima de dominante que tiende a resolverse hacia la tónica. El Finale, en re mayor, comienza inmediatamente.

### III.Allegro fugato
El tercer y último movimiento, Allegro fugato, vuelve a la tonalidad inicial y el ritmo pasa a ser 3/4. Lo más interesante de la sonata es la fuga del último movimiento. Su contrapunto, áspero e implacable, evoca la Sonata Hammerklavier y la Grosse Fuge. El tema de la fuga de la sonata para violonchelo deriva obviamente de modelos barrocos. Esto es especialmente evidente en el gran salto descendente de si natural a do sostenido. El retorno de los temas del movimiento inicial en el Finale parece funcionar más como reminiscencia que como recapitulación.

## Recepción de la obra
Los críticos de la época a menudo se quedaron perplejos ante las últimas composiciones de Beethoven, probablemente debido a que estaban demasiado acostumbrados a obras ligeras, agradables y brillantes. El redactor de la reseña publicada en el Allgemeine musikalische Zeitung de 1818 estaba sin duda muy sorprendido e incluso quizás abrumado por estas dos sonatas. Sin embargo, al concluir su reseña elogia al "editor cultivado" por la edición práctica, que "alivia mucho la comprensión". La crítica del Allgemeine musikalische Zeitung se expresa en los siguientes términos:

«Pertenece al gusto más desacostumbrado y más extraño, no sólo por su forma, sino también por el uso del piano (...) No nos han complacido las dos sonatas; pero estas composiciones son quizá un eslabón necesario en las creaciones de Beethoven para conducirnos hasta donde la mano segura del maestro quiere llevarnos.»

El carácter contrapuntístico de ambas sonatas causó confusión. Por ejemplo, Adolf Bernhard Marx escribió en el Allgemeine musikalische Zeitung en 1824 sobre el final de la Sonata Op. 102 n.º 2: "Le sigue una fuga artificialmente trabajada durante seis páginas, a la que el rec. al menos concede originalidad".
Aunque se interpretan con menos frecuencia que la Sonata n.º 3, las Sonatas Op. 102 son consideradas en la actualidad piezas imprescindibles en el repertorio básico de obras para violonchelo y piano.

## Discografía selecta
Pau Casals es uno de los grandes referentes de la interpretación de la música de cámara y conciertos para violonchelo. Grabó al menos dos veces las cinco sonatas de violonchelo de Beethoven, además de una serie de grabaciones de sonatas individuales; todas ellas fueron referentes fundamentales para interpretaciones posteriores. 
- La primera grabación es de la década de 1930: la n.º 3 grabada en 1930 con el pianista Otto Schulhof y la n.º 4 en 1936 junto con las n.º 1, 2 y 5 en 1939 con Mieczysław Horszowski (EMI Classics 7243 5 65185).

- La segunda grabación es de la década de 1950 con el pianista Rudolf Serkin; la n.º 2 grabada en el Festival de Perpiñán de 1951 y las n.º 1, 3-5 en el Festival de Prades de 1953 (Sony Classical SM2K 58985).

Otras grabaciones destacadas son:
- 1954 – Solomon Cutner y Gregor Piatigorsky (HMV).
- 1959 – Pierre Fournier y Friedrich Gulda (DG).
- 1961-63 – Mstislav Rostropóvich y Sviatoslav Richter (Philips Duo 442565).
- 1965-65 – Pierre Fournier y Wilhelm Kempff (DG 1965; Polydor 1966).
- 1970 – Jacqueline du Pré y Daniel Barenboim (EMI).
- 1988 – Arling Blöndal Bengtsson y Ankel Blyme, 1984 (Danacord).
- 1993 – Mischa Maisky y Martha Argerich (DG 437514, reeditada por ArchivMusic).
- 1998 – Artur Schnabel y Pierre Fournier, 1947-1948 (Strings).
- 2008 – Antônio Meneses y Menahem Pressler, 2007 (Avie).